# Relaciones México-Reino Unido
Las naciones de México y el Reino Unido establecieron relaciones diplomáticas en 1826. Sin embargo, las relaciones diplomáticas se cortaron en 1861 después de que México suspendiera los pagos de su deuda externa con el Reino Unido. Las relaciones diplomáticas se restablecieron en 1864 cuando el Reino Unido reconoció al emperador Maximiliano de México. Tras la muerte del Emperador y la restauración de la república en México en 1867, las relaciones se rompieron nuevamente entre ambas naciones.
En 1884, bajo la presidencia de Porfirio Díaz, se restablecieron las relaciones diplomáticas, pero en 1938 se suspendieron nuevamente cuando el presidente Lázaro Cárdenas ordenó la expropiación de todas las compañías petroleras de México. Las relaciones diplomáticas se restablecieron durante la Segunda Guerra Mundial en 1941 y han continuado sin interrupción desde entonces.
Ambas naciones son miembros del G-20, las Naciones Unidas y la Organización para la Cooperación y el Desarrollo Económicos.

## Historia
Durante la colonización de México por España de 1519 a 1821, cualquier forma de relaciones entre México y el Reino Unido habría sido conducida a través de Madrid. Después de que México declarara su independencia en 1810, el Reino Unido fue la primera potencia europea en reconocer la soberanía mexicana. Poco después, el emperador mexicano Agustín de Iturbide envió un embajador a Londres para establecer comunicaciones diplomáticas entre las dos naciones. En 1837, ambos países firmaron un tratado para abolir la trata de esclavos.
En noviembre de 1838, México estuvo involucrado en una breve guerra con Francia conocida como la Guerra de los Pasteles. El Reino Unido apoyó a México en esta disputa e intervino para encontrar una solución diplomática para poner fin a la guerra. En marzo de 1839, México y Francia terminaron su guerra cuando México aceptó las demandas francesas.
En 1861, el presidente mexicano Benito Juárez suspendió los pagos de intereses de México a sus acreedores en Francia, España y el Reino Unido. Este acto enojó a las tres naciones y en octubre de 1861 la Convención de Londres fue firmada por las tres naciones para enviar naves de la marina conjuntas a México como una demostración de la fuerza para exigir el reembolso por el gobierno mexicano. En diciembre de 1861, la triple alianza tomó el Puerto de Veracruz y ciudades cercanas. Después de unos meses, tanto el gobierno español como el británico se dieron cuenta evidentemente de que el emperador francés Napoleón III planeaba colonizar México para expandir su imperio y aprovechar el hecho de que los Estados Unidos estuvo involucrado en una guerra civil y no pudo implementar la Doctrina Monroe. A principios de 1862, el Reino Unido y España sacaron sus fuerzas de México. Esta intervención sería más tarde conocida como la Segunda intervención francesa en México. En 1864, Francia instaló un emperador títere en México creando así el Segundo Imperio Mexicano que duró hasta 1867 con la ejecución del emperador Maximiliano I de México.
Durante la Primera Guerra Mundial (1914-1918), México estuvo neutral mientras estaba involucrado en su propia revolución (1910-1920). En 1917, la inteligencia británica interceptó el Telegrama Zimmermann y se lo entregó al gobierno de los Estados Unidos. Zimmermann era el ministro de Asuntos Exteriores alemán que intentó convencer a México de unirse a la guerra contra los Estados Unidos con la esperanza de desviar la atención estadounidense de Europa. México ignoró la oferta porque se dio cuenta de que su débil ejército se vería rápidamente superado por los estadounidenses.
En marzo de 1938, el gobierno del presidente Lázaro Cárdenas expropió todas las reservas de petróleo, instalaciones y compañías petroleras extranjeras en México. El gobierno británico envió a la Secretaria de Relaciones Exteriores una carta alegando que no se trataba de una expropiación, sino de una confiscación, que la medida no era constitucional y no obedecía el interés general, sino que tenía matices políticos que solo beneficiarían a un grupo. México contestó que Gran Bretaña no estaba en posición de cuestionar los motivos del gobierno para haber realizado la expropiación. Gran Bretaña envió una segunda carta a México que sarcásticamente mencionaba si México no estaba en la posibilidad de pagar los daños causados durante la revolución, tampoco podría pagar las indemnizaciones. Como respuesta, México envió un cheque por el monto de las reclamaciones, y después las relaciones diplomáticas entre las dos naciones fueron cortadas de inmediato. Poco después, los gobiernos estadounidense y británico dirigieron una condena internacional al gobierno mexicano y pidieron a la comunidad internacional que boicoteara la compra de productos mexicanos para desestabilizar y aplastar la economía mexicana.
En mayo de 1942, México declaró la guerra a las potencias del eje durante la Segunda Guerra Mundial entrando así oficialmente en el lado de los aliados. Como resultado de esto, se restablecieron las relaciones diplomáticas entre México y el Reino Unido. México fue uno de los únicos dos países latinoamericanos en enviar soldados al exterior para luchar en la Segunda Guerra Mundial (el otro país fue Brasil). En 1944 ambas naciones elevaron sus representaciones diplomáticas a nivel de embajadas y Sir Charles Bateman se convirtió en el primer embajador británico residente en México y José Maximiliano Alfonso de Rosenzweig Díaz se convirtió en el primer embajador mexicano en el Reino Unido. Después de la guerra, las relaciones bilaterales entre las dos naciones se normalizaron y el comercio se reanudó. En 1966 se inauguraron los primeros vuelos directos entre la Ciudad de México y Londres.
En 1973, el presidente Luis Echeverría se convirtió en el primer jefe de Estado mexicano en visitar el Reino Unido. En 1975, la reina Isabel II realizó su primera visita de Estado a México. La reina visitaría el país por segunda vez en 1983. En 1981, la Primera ministra Margaret Thatcher se convirtió en la primera jefa de gobierno británica en visitar México para asistir a la Cumbre Norte-Sur en Cancún.
Durante la Guerra de las Malvinas (abril-junio de 1982), México permaneció neutral durante el conflicto, sin embargo, era bien sabido que el gobierno mexicano no apoyó la Junta Militar argentina y respaldó secretamente al Reino Unido.

### Relaciones en el

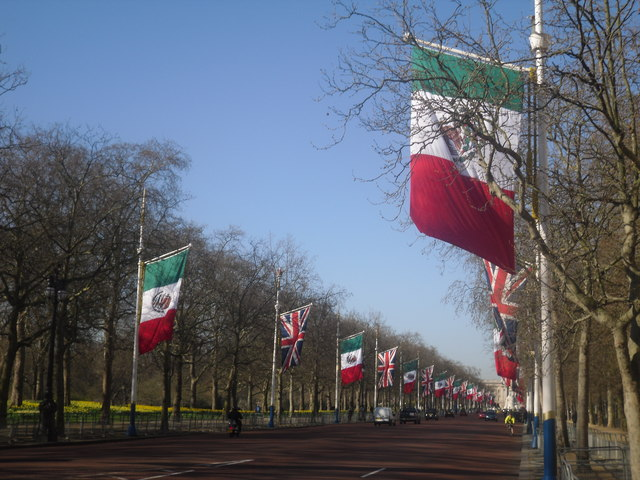
Banderas del Reino Unido y México alineadas a lo largo de The Mall en Londres durante la visita de Estado del presidente Felipe Calderón al Reino Unido, marzo de 2009.

### Relaciones en elsigloXXI

#### Año Dual
El Año de México en el Reino Unido y el Año del Reino Unido en México]], que tuvo lugar en 2015, fue un año de intercambios extensos, diversos y estimulantes entre el pueblo mexicano y el británico en términos de arte, cultura, ciencia, sector  negocios y turismo.
Inicialmente, se trataría de un proyecto exclusivamente cultural acordado entre el presidente del Consejo Nacional de Cultura y las Artes de México, Rafael Tovar y de Teresa, y el ministro de Cultura, Comunicaciones e Industrias Creativas del Reino Unido, Edward Vaizey el 4 de julio de 2013. Posteriormente, los ministerios de asuntos exteriores de ambos países decidieron ampliar el alcance del Año Dual a otras áreas.
Los muchos acontecimientos culturales que ocurren en el Reino Unido incluyen exhibiciones de artistas tales como los mexicanos Leonora Carrington y Carlos Amorales; un espectáculo de baile mexicano folclórico por el Ballet Folclórico de México; un espectáculo de Lucha libre en el Royal Albert Hall, así como muchos seminarios y conciertos. México fue el invitado de honor en la Feria del Libro de Londres de 2015.
En México, una serie dramática especial, "Los británicos", producción por la BBC y British Council, fue emitida en XEIMT-TV el Canal 22 en febrero-abril. Las exposiciones de arte incluyen a artistas tales como Michael Landy, Stephen Willats y Simon Starling. El Reino Unido fue el invitado de honor en la Feria de las Culturas Amigas celebrada en la Ciudad de México y en la Feria Internacional del Libro de Guadalajara.
En marzo de 2015, el presidente mexicano, Enrique Peña Nieto, acompañado por la primera dama, Angélica Rivera, realizó una visita de Estado al Reino Unido.

#### Estado actual
En septiembre de 2022, el canciller mexicano, Marcelo Ebrard, viajó a Londres para representar a México y asistir al funeral de la reina Isabel II.
En mayo de 2024, se reveló que el embajador británico, Jon Benjamin, había sido destituido de su cargo a principios de año cuando surgió un video de él apuntando con una ametralladora aparentemente cargada a los empleados de la embajada mientras estaba de gira por los estados mexicanos de Sinaloa y Durango.

## Visitas de alto nivel

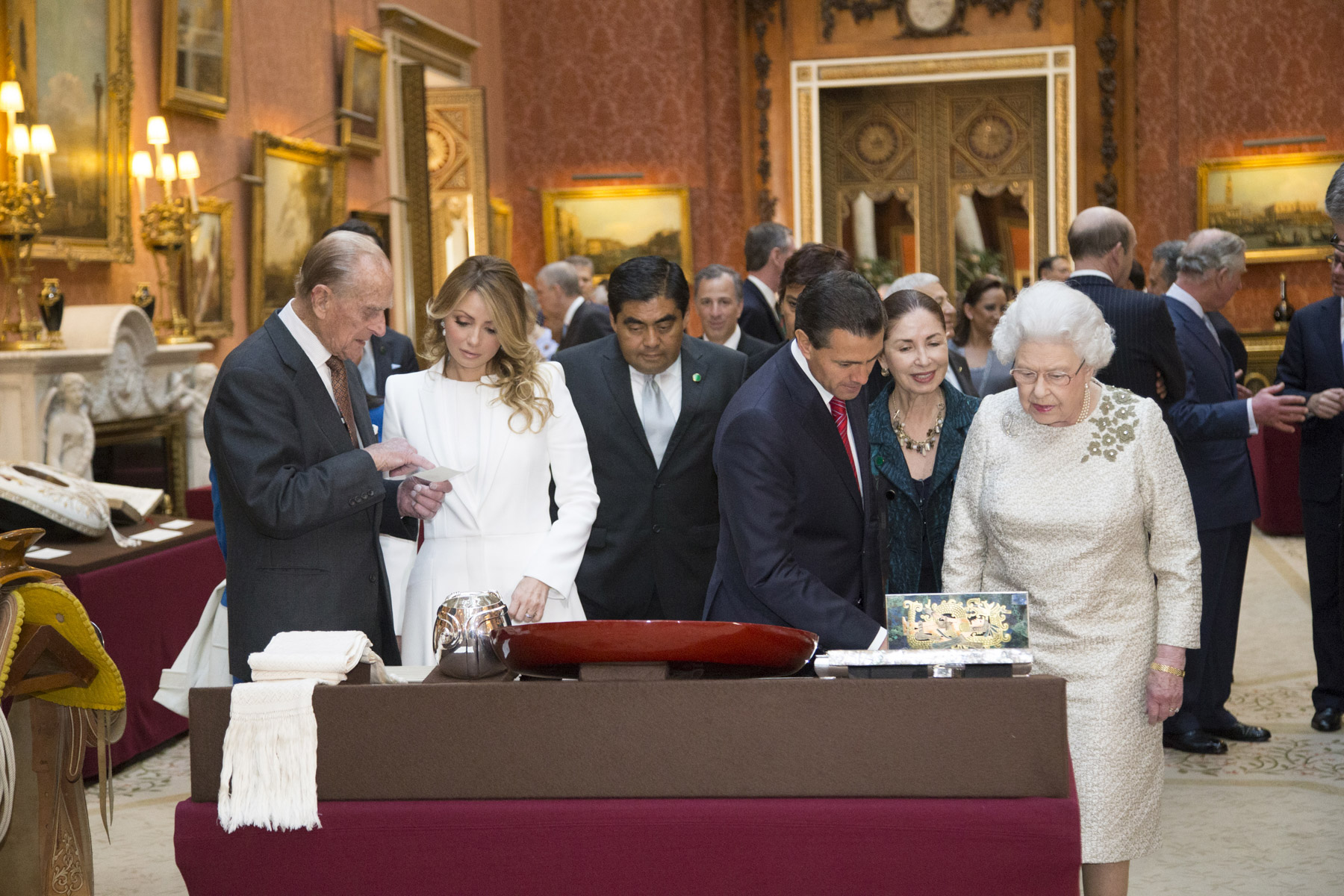
La Reina Isabel II y el presidente Enrique Peña Nieto en el Palacio de Buckingham, Londres; marzo de 2015.

Visitas de alto nivel de México al Reino Unido
- Presidente Luis Echeverría (1973)
- Presidente Miguel de la Madrid Hurtado (1985)
- Presidente Carlos Salinas de Gortari (1990, 1992)
- Presidente Ernesto Zedillo (1996, 1998)
- Presidente Vicente Fox (2002, 2005)
- Presidente Felipe Calderón Hinojosa (2007, 2009)
- Presidente Enrique Peña Nieto (2013, 2015)

Visitas de alto nivel del Reino Unido a México
- Reina Isabel II de Inglaterra (1975, 1983)
- Primera ministra Margaret Thatcher (1981)
- Príncipe Carlos de Gales (1966, 1970, 1993, 2002, 2014)
- Primer ministro Tony Blair (2001)
- Primer ministro David Cameron (2012)

## Galería

El presidente José López Portillo y la Primera ministra Margaret Thatcher asistiendo a la Cumbre Norte-Sur en Cancún, 1981.
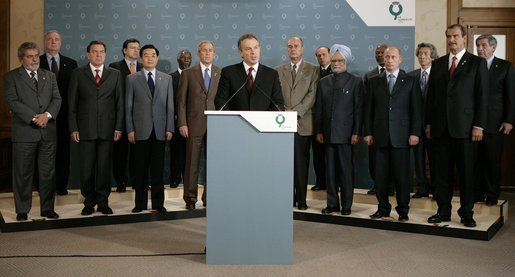
El Primer ministro Tony Blair y el presidente Vicente Fox en Auchterarder, Escocia; julio de 2005.
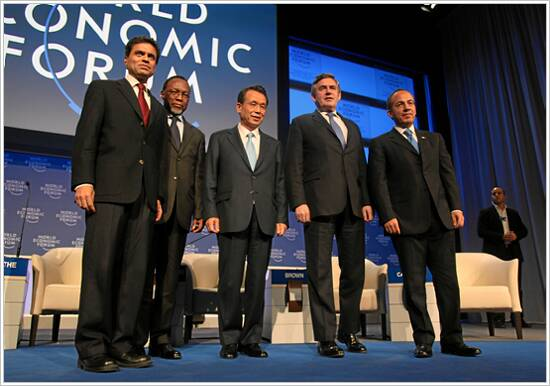
El Primer minister Gordon Brown junto con el presidente Felipe Calderón en Davos, Suiza, 2009.
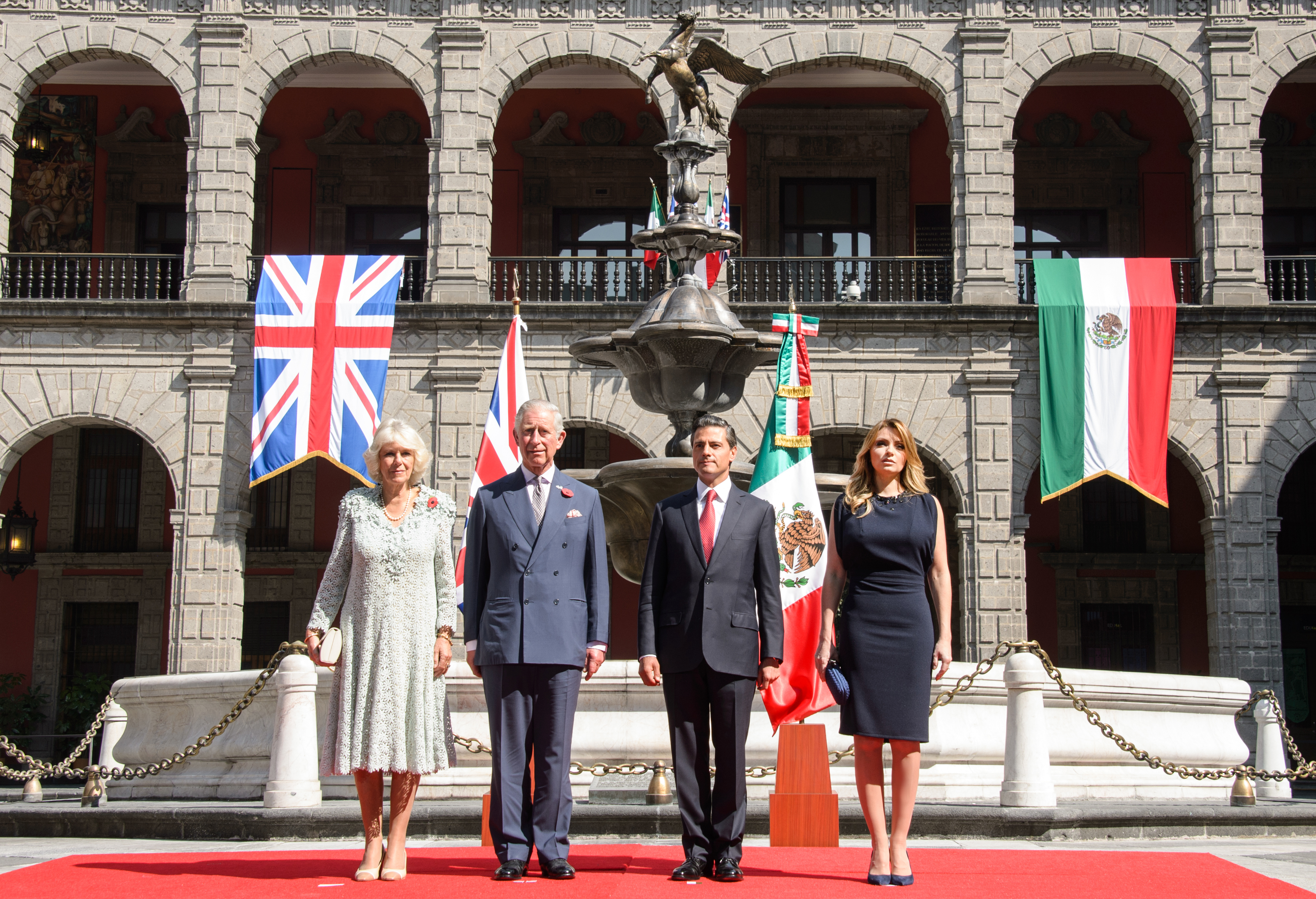
El entonces Príncipe Carlos y la Duquesa Camila junto con el presidente Enrique Peña Nieto y la Primera Dama Angélica Rivera en la Ciudad de México; noviembre de 2014.

## Acuerdos bilaterales
Ambas naciones han firmado varios acuerdos bilaterales, como un Tratado de Extradición (1886); Acuerdo para la Transmisión de Bolsas Diplomáticas (1946); Acuerdo de Relaciones Consulares (1954); Acuerdo de Cooperación Científica y Técnica (1975); Acuerdo de Cooperación Cultural (1975); Acuerdo de transporte aéreo (1988); Acuerdo de cooperación en la lucha contra el tráfico ilícito y el abuso de estupefacientes y sustancias psicotrópicas (1990); Acuerdo para evitar la doble imposición y prevenir la evasión fiscal en los impuestos sobre la renta y las ganancias de capital (1994); Acuerdo de Asistencia Mutua en la Investigación, Aseguramiento y Confiscación de Productos e Instrumentos Criminales diferentes a los del Tráfico de Estupefacientes (1996); Tratado sobre la ejecución de penas penales (2004); Acuerdo para la Promoción y Protección Recíproca de Inversiones (2006); Acuerdo sobre Reconocimiento Mutuo de Estudios, Grados, Diplomas y Grados Académicos de Educación Superior entre ambas naciones (2015); Acuerdo sobre el reconocimiento mutuo y la protección de las denominaciones de bebidas espirituosas (2020); y un Acuerdo de continuidad comercial (2020).

## Transporte
Hay vuelos directos entre ambas naciones con las siguientes aerolíneas: Aeroméxico, British Airways, y TUI Airways.

## Comercio
En 1997, México firmó un Tratado de Libre Comercio con la Unión Europea, de la cual es miembro el Reino Unido. Desde la implementación del tratado de libre comercio en 2000, el comercio entre las dos naciones ha aumentado dramáticamente. En 2023, el comercio bilateral entre México y el Reino Unido alcanzó más de $5.6 mil millones de dólares. Las principales exportaciones de México al Reino Unido incluyen: turborreactores, turbohélices y otras turbinas de gas; teléfonos y teléfonos móviles, partes y accesorios para vehículos automotores, tubos y tuberías de hierro o acero, minerales, instrumentos médicos, café, frutas, miel, pescado y alcohol. Las principales exportaciones del Reino Unido a México incluyen: maquinaria y aparatos mecánicos, automóviles y otros vehículos, instrumentos médicos, productos químicos, ferroaleaciones, hierro, acero, platino, y prendas de vestir.
Los dos países firmaron un acuerdo de continuidad el 15 de diciembre de 2020, que entró en vigor el 1 de enero de 2021. El Reino Unido es la octava fuente de inversión para México. Entre sus principales empresas establecidas en México están: HSBC, GlaxoSmithKline, AstraZeneca, Provident y The Sun Insurance Office. Por su parte, México también cuenta con empresas en Reino Unido, entre las cuales se encuentran: Cemex, Gruma, KidZania y Orbia.

## Tráfico de drogas
Se ha informado de que los cárteles de la droga mexicanos han estado utilizando la ciudad portuaria de Liverpool para el contrabando de cocaína en Gran Bretaña y Europa.
En 2012, se informó que el Cartel de Sinaloa tenía redes de distribución de drogas en Inglaterra.
En 2013, Scotland Yard interceptó un cártel de importación de cocaína que implicaba a trabajadores de carga corruptos en el aeropuerto de Heathrow que importaban la cocaína de la Ciudad de México.
En marzo de 2015, cuatro hombres británicos fueron encarcelados por un total de 77 años por un importante anillo de narcotráfico por once millones de libras esterlinas que involucró "distribuidores de drogas organizados en la Ciudad de México usando los vuelos transatlánticos de British Airways y un sofisticado equipo de distribuidores en Londres".

## Misiones diplomáticas residentes
- México tiene una embajada en Londres.[22]
- Reino Unido tiene una embajada en la Ciudad de México y un consulado-general en Cancún.[23]

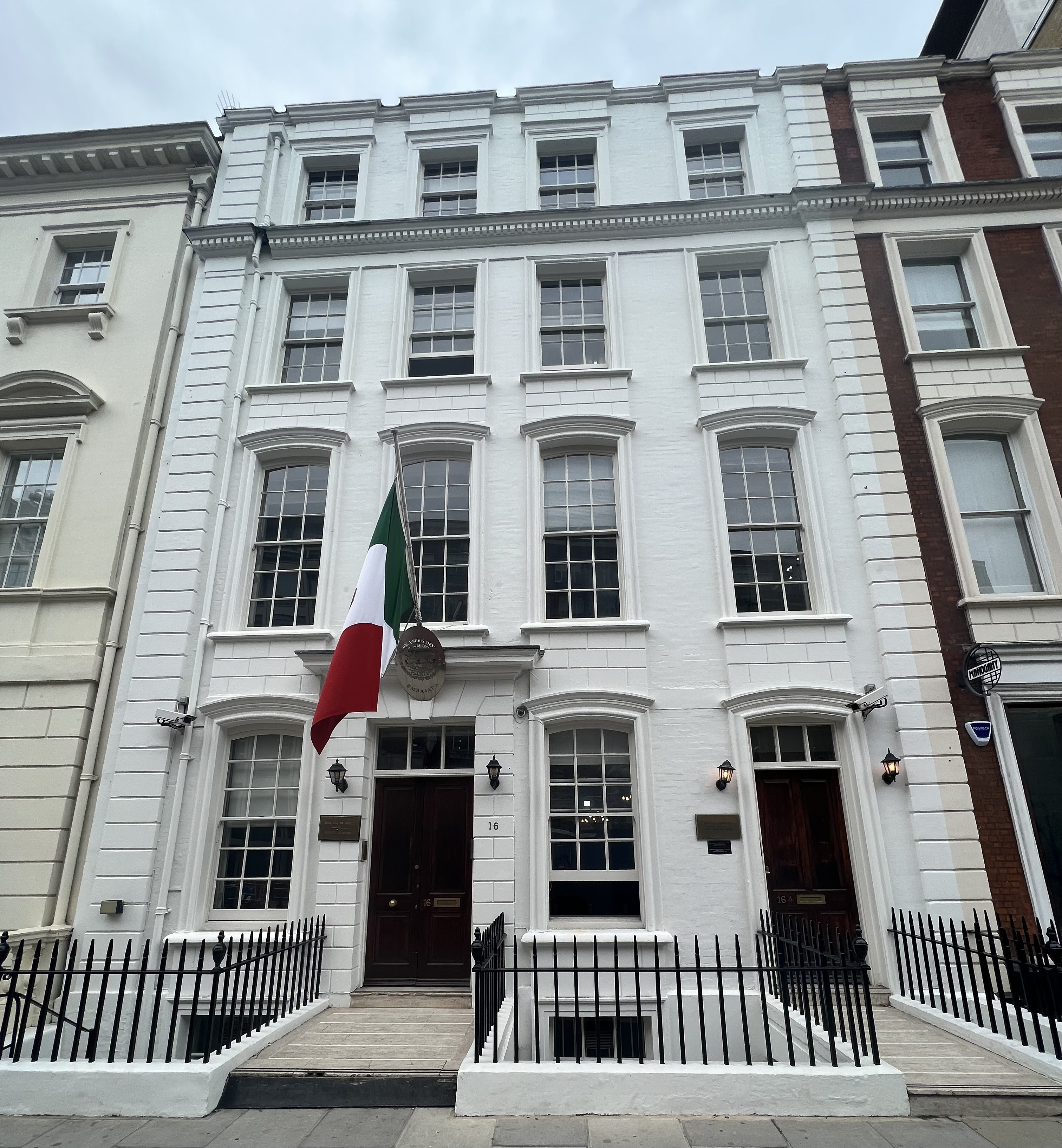
Embajada de México en Londres
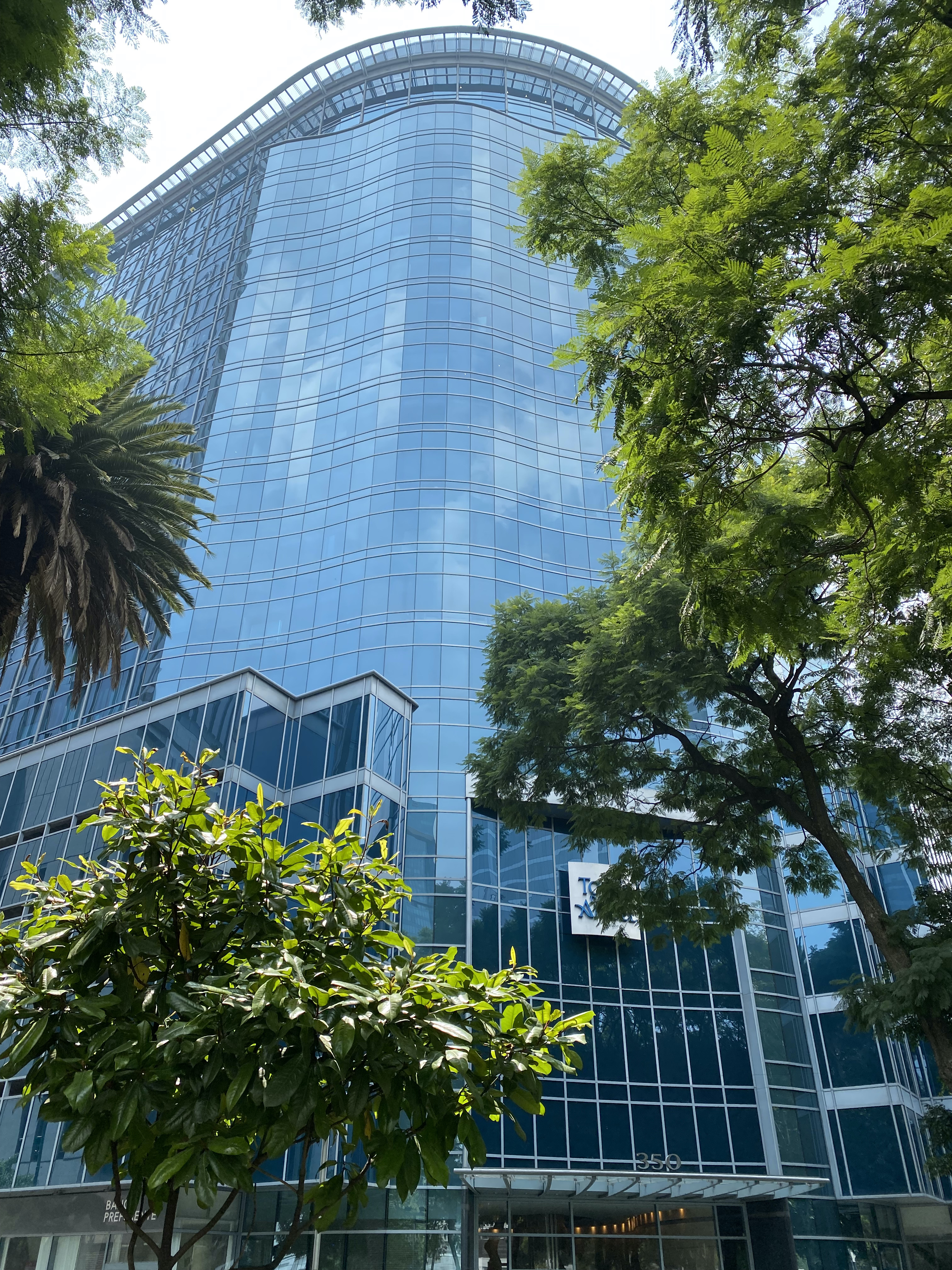
Edificio alojando a la Embajada del Reino Unido en la Ciudad de México